# 斯普林克里克鎮區 (愛荷華州馬哈斯卡縣)
斯普林克里克鎮區（英語：Spring Creek Township）是位於美國愛荷華州馬哈斯卡縣的一個行政鎮區。

## 地方資料
根據2010年美國人口普查的數據，斯普林克里克鎮區的面積為83.70平方千米，當中陸地面積為83.20平方千米，而水域面積為0.50平方千米。當地共有人口1583人，而人口密度為每平方千米18.91人。